# Leopold II.
Leopold II. (5. května 1747 Vídeň – 1. března 1792 Vídeň) byl předposlední císař římský, král český, král uherský, markrabě moravský, velkovévoda toskánský (jako (Petr) Leopold I.) atd. z dynastie habsbursko-lotrinské.

## Toskánský velkovévoda

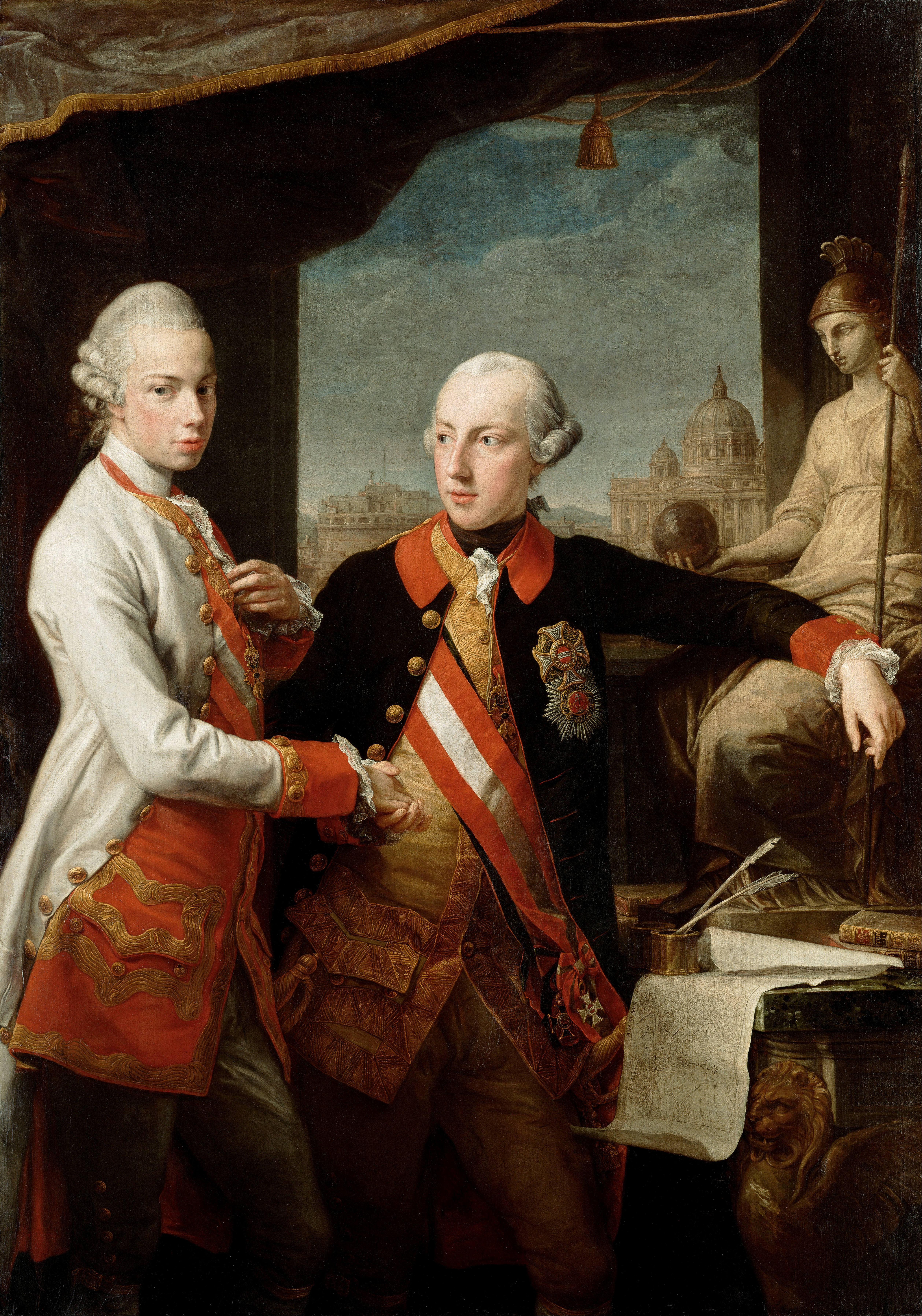
Leopold II. se svým bratrem Josefem II., obraz Pompea Batoniho

Byl až devátým dítětem královny Marie Terezie, ale vzhledem k množství dcer druhým nejstarším synem, který se dožil vyššího věku. V roce 1765 se oženil s dcerou španělského krále Karla III. Marií Ludovikou.
V témže roce zdědil po otci Františku I. Štěpánovi Lotrinském velkovévodství toskánské a usídlil se ve Florencii.
Z tohoto místa sledoval překotné reformní počínání svého bratra Josefa II. na trůně ve Vídni a na rozdíl od něj se stal postupně otcem 16 dětí, jimž se po zdravotní stránce převážně dařilo dobře. Tři čtvrtiny z nich byli synové.
Prováděl reformy (zrušení cechů, zrušení toskánské armády a její nahrazení občanskou milicí, zrušení trestu smrti…) v postupných krocích a pokud možno v takové podobě, aby nevyvolávaly konflikty.
Nebyl však zároveň zastáncem budování mohutného centrálního aparátu, který vznikal v sídle habsburské monarchie.

## Bratr Josef II.
V posledních letech své vlády v Toskánsku se začal obávat vzrůstajících nepokojů v dominiích jeho rodiny v Německu a Uhersku, přímého to důsledku metod vládnutí jeho bratra. Mezi Leopoldem a Josefem existovalo určité citové pouto, a tak se často setkávali před i po smrti jejich matky. Když však těžce nemocný Josef bratra požádal, aby přišel do Vídně a stal se spoluvládcem, Leopold se vyhnul odpovědi. Věděl, že bude muset převzít vládu po Josefovi, nechtěl však zdědit jeho nepopularitu. Když Josef II. 20. února 1790 zemřel, Leopold dále pobýval ve Florencii a odcestoval až 3. března.

## Král a císař

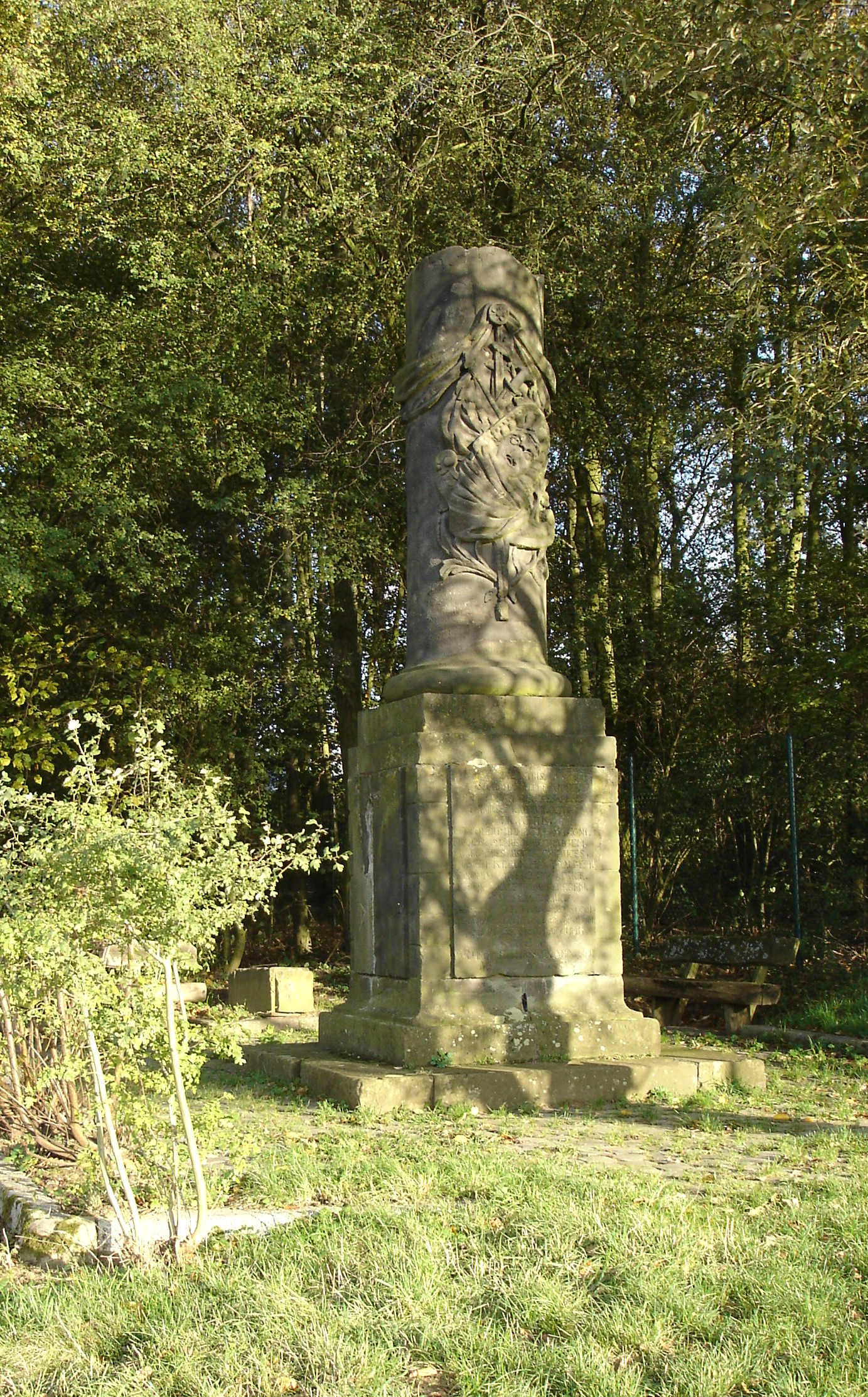
Památník u příležitosti Leopoldovy korunovace, Frankfurt, 1790

Do Vídně se tedy Leopold přesunul až po smrti bezdětného bratra v roce 1790 jako již korunovaný císař Svaté říše římské a král uherský Leopold II. Rychle se rozhodl řešit zděděné problémy, jež se nahromadily především v posledním roce Josefovy vlády.
Pro uklidnění šlechty potvrdil zrušení berního a urbariálního patentu a církev si na druhé straně přiblížil, když vrátil výchovu kněží z generálních seminářů do jejích rukou. Uvolnil také pořádání pro lid dříve obvyklých procesí či poutí. Byl otevřený k návrhům z nejrůznějších stran, protože věděl, že čím více jich bude, tím si bude moci vybrat více času na jejich prostudování a sloučení, které často ani nebude možné.
Klid se snažil nastolit i na dalších místech, kde jeho předchůdce vyvolal rozpory. Rychle ukončil tažení na Balkáně proti Turkům (mírem ve Svišťově), protože potřeboval uklidnit Prusko. Podařilo se mu brzy zvládnout neklidnou situaci i na území Uher a povstání v Rakouském Nizozemí (dnešní Belgii).
Postupem času věnoval stále větší pozornost Francii, kde již dávno zuřila revoluce, která se osobně dotýkala jeho sestry Marie Antoinetty, a která především hrozila překročit hranice v podobě odezvy v jiných zemích. Vydal tedy s pruským králem Fridrichem Vilémem II. v srpnu 1791 tzv. Pilnickou deklaraci, na jejímž základě byla v únoru příštího roku mezi Pruskem a habsburskou monarchií uzavřena spojenecká smlouva namířená proti revoluční Francii.

## Vztah k českým zemím
Z pohledu Čechů se odlišoval od svého bratra i tím, že nechal vrátit svatováclavské klenoty do Prahy a 6. září 1791 se v katedrále sv. Víta nechal korunovat českým králem. Císař česky rozuměl a v centru Čech tehdy dokonce pobyl několik týdnů.
Nejen Praha žila několik měsíců touto událostí – u příležitosti takovéto vzácné návštěvy se technika předháněla s uměním, když se v Klementinu konala první česká průmyslová výstava a v Nosticově divadle byla pro změnu hrána objednaná Mozartova opera La Clemenza di Tito. Nový panovník byl přístupný mnoha setkáním, takže bylo možné, aby se přímo seznámil např. s názory Josefa Dobrovského.

## Úmrtí
Císař Leopold II. zemřel nečekaně rychle, sotva stačil stabilizovat poměry v zemi a její vnější vztahy. Příčinou úmrtí bylo zřejmě srdeční selhání. Podle rodové tradice bylo mrtvé tělo rozděleno na tři části. Nabalzamované tělo bylo pochováno v Toskánské hrobce, která je součástí Císařské hrobky pod kostelem kapucínů ve Vídni. Jeho srdce je uloženo v Hrobce srdcí v augustiniánském kostele a vnitřní orgány ve Vévodské hrobce svatoštěpánské katedrály. Jeho kenotaf (prázdný náhrobek) od Franze Antona Zaunera se nachází v kapli sv. Jiří v augustiniánském kostele.

## Potomci

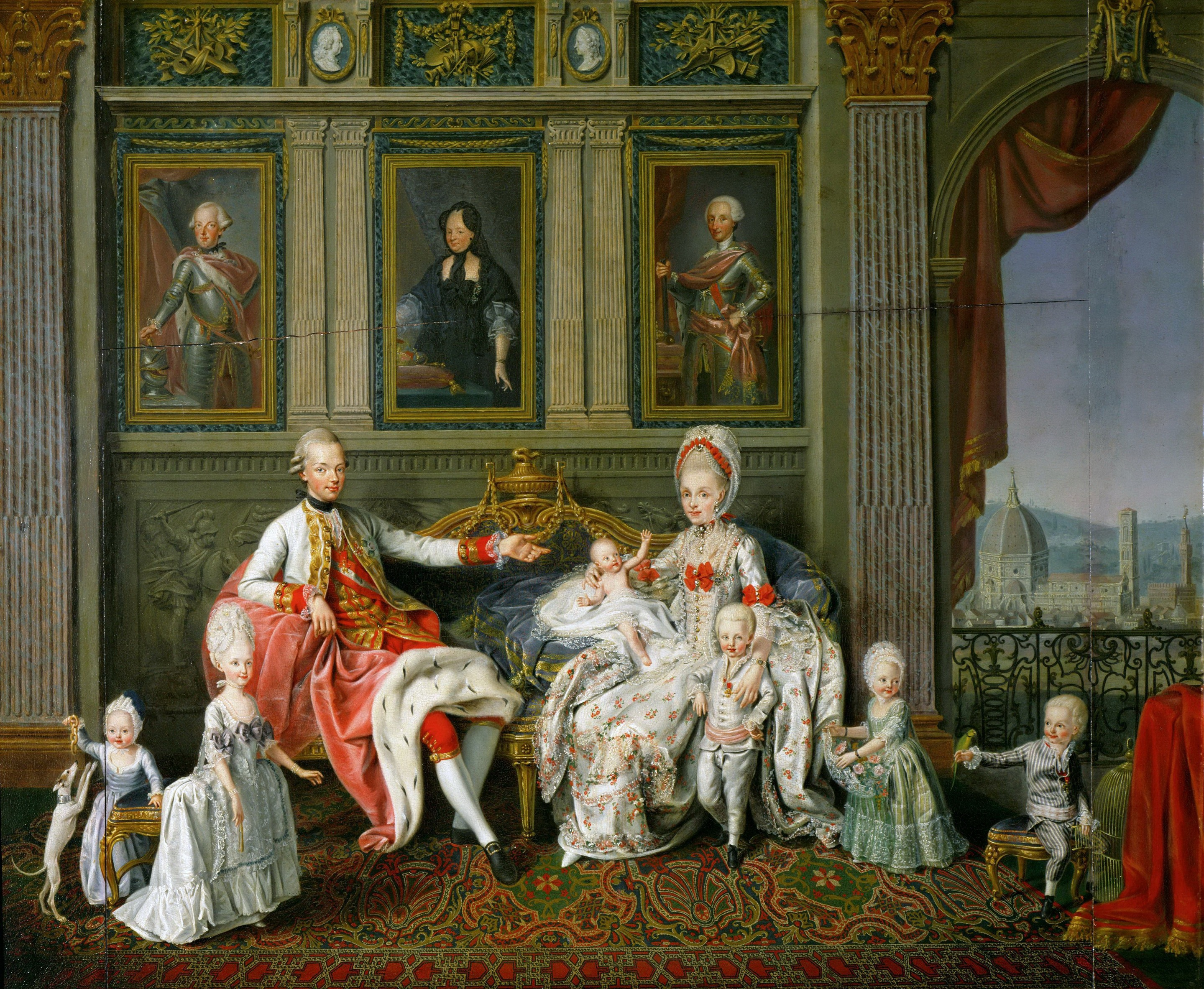
Leopold s rodinou

Leopold měl se svou ženou Marii Ludovikou Španělskou 16 dětí (12 synů a 4 dcery):
- Marie Terezie (14. ledna 1767 – 7. listopadu 1827), ⚭ 1787 Antonín Saský (27. prosince 1755 – 6. června 1836), saský král od roku 1827 až do své smrti
- František (12. února 1768 – 2. března 1835), v letech 1792–1835 král uherský, chorvatský a český a markrabě moravský, v letech 1804–1835 císař rakouský, od roku 1815 král lombardsko-benátský a jako František II. v letech 1792–1806 poslední císař Svaté říše římské,
⚭ 1788 Alžběta Vilemína Württemberská (21. dubna 1767 – 18. února 1790)
⚭ 1790 Marie Tereza Neapolsko-Sicilská (6. června 1772 – 13. dubna 1807)
⚭ 1808 Marie Ludovika Beatrix z Modeny (14. prosince 1787 – 7. dubna 1816)
⚭ 1816 Karolína Augusta Bavorská (8. února 1792 – 9. února 1873)

- Ferdinand (6. května 1769 – 18. července 1824), velkovévoda toskánský,
⚭ 1790 Luisa Marie Amélie Tereza Neapolsko-Sicilská (27. července 1773 – 19. září 1802)
⚭ 1821 Marie Ferdinanda Saská (27. dubna 1796 – 3. ledna 1865)
- Marie Anna (21. dubna 1770 – 1. října 1809), svobodná a bezdětná, abatyše Tereziánského ústavu šlechtičen na Pražském hradě
- Karel (5. září 1771 – 30. dubna 1847), kníže těšínský a vojevůdce a generál, ⚭ 1815 Jindřiška Nasavsko-Weilburská (30. října 1797 – 29. prosince 1829)
- Alexandr (14. srpna 1772 – 12. července 1795), uherský palatin, svobodný a bezdětný
- Albert (19. září 1773 – 22. července 1774)
- Maxmilián (23. prosince 1774 – 10. března 1778)
- Josef (9. března 1776 – 13. ledna 1847), uherský palatin,
⚭ 1799 Alexandra Pavlovna Ruská (9. srpna 1783 – 16. března 1801), ruská velkokněžna
⚭ 1815 Hermína z Anhalt-Bernburg-Schaumburg-Hoymu (2. prosince 1797 – 14. září 1817)
⚭ 1819 Marie Dorotea Württemberská (1. listopadu 1797 – 30. března 1855)

- Marie Klementina (24. dubna 1777 – 15. listopadu 1801), ⚭ 1796 František I. (19. srpna 1777 – 8. listopadu 1830), král Obojí Sicílie od roku 1825 až do své smrti
- Antonín Viktor (31. srpna 1779 – 2. dubna 1835), velmistr řádu německých rytířů a lombardsko-benátský vicekrál v letech 1816 až 1818, svobodný a bezdětný
- Marie Amálie (17. října 1780 – 25. prosince 1798), svobodná a bezdětná
- Jan (20. ledna 1782 – 11. května 1859), generál a krátce zástupce císařství v parlamentu ve Frankfurtu v roce 1848, císařský vikář, ⚭ 1829 Anna Plochlová (6. ledna 1804 – 4. srpna 1885), morganatické manželství
- Rainer Josef (30. září 1783 – 16. ledna 1853), lombardsko-benátský vicekrál, ⚭ 1820 Alžběta Savojská (13. dubna 1800 – 25. prosince 1856)
- Ludvík (13. prosince 1784 – 21. prosince 1864), člen rakouské státní rady a regent v období vlády císaře Ferdinanda I., svobodný a bezdětný
- Rudolf Jan (9. ledna 1788 – 23. července 1831), olomoucký arcibiskup a kardinál, podporovatel L. van Beethovena

Portréty dětí Leopolda II.
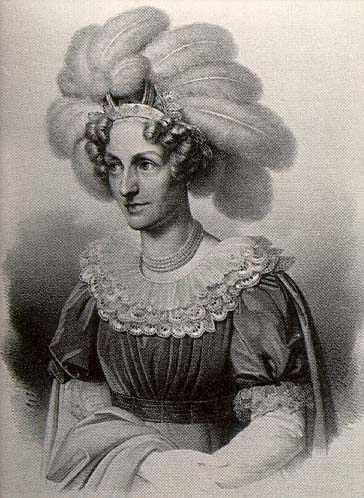
Marie Terezie (1767–1827)
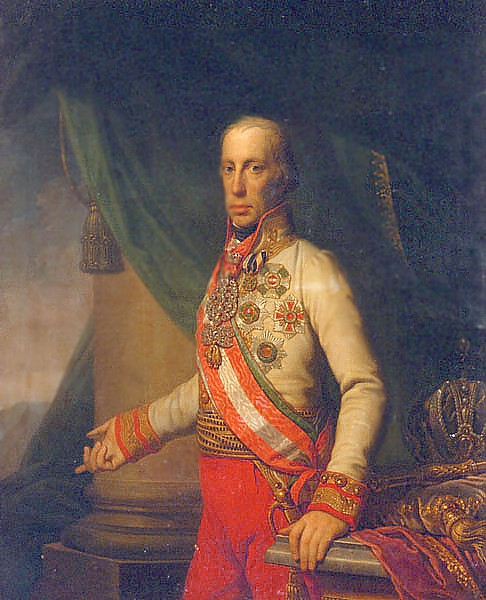
František (1768–1835)
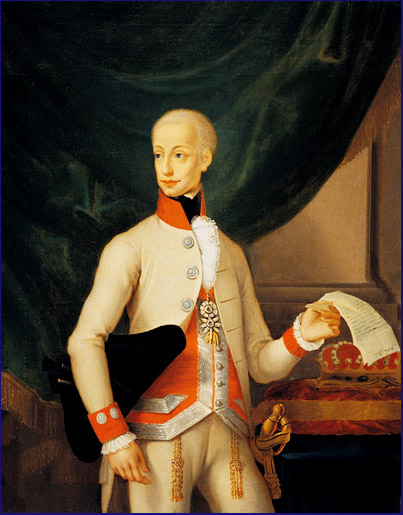
Ferdinand (1769–1824)
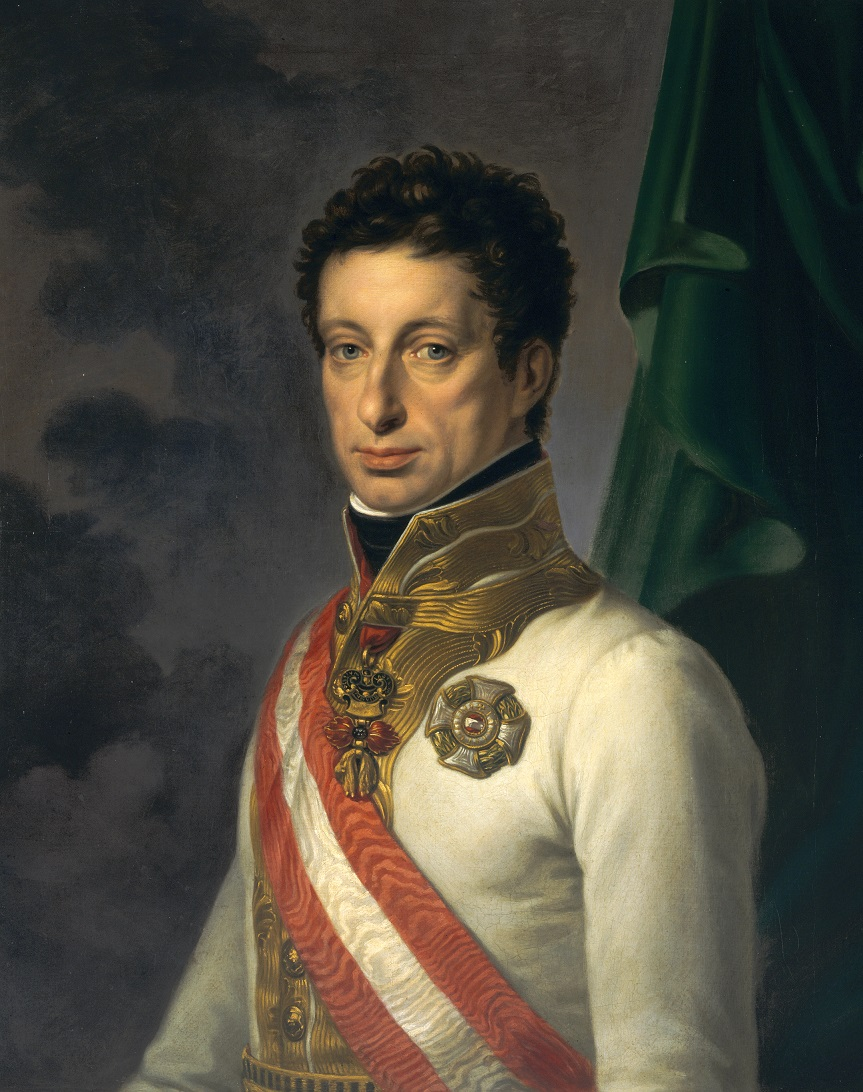
Karel (1771–1847)
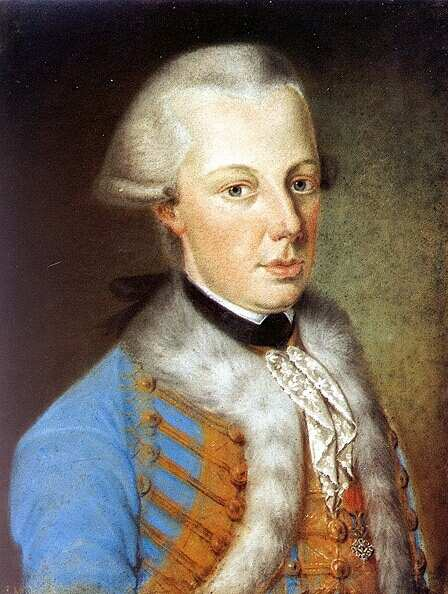
Alexandr (1772–1795)
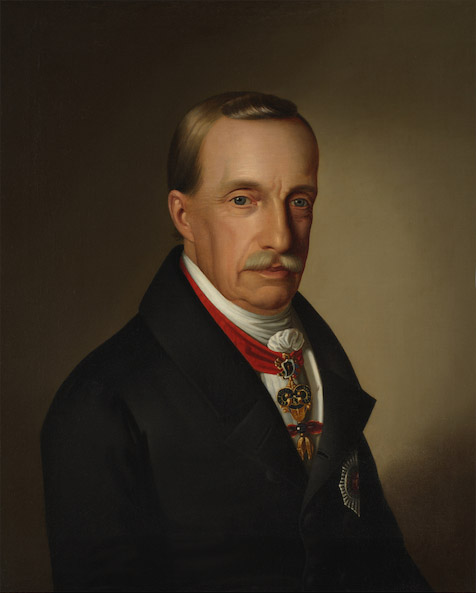
Josef (1776–1847)
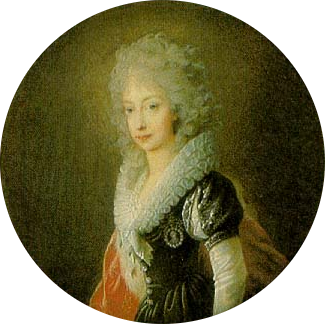
Marie Klementina (1777–1801)
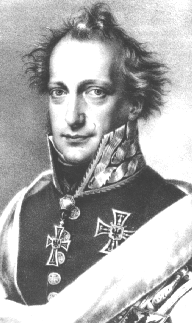
Antonín (1779–1835)
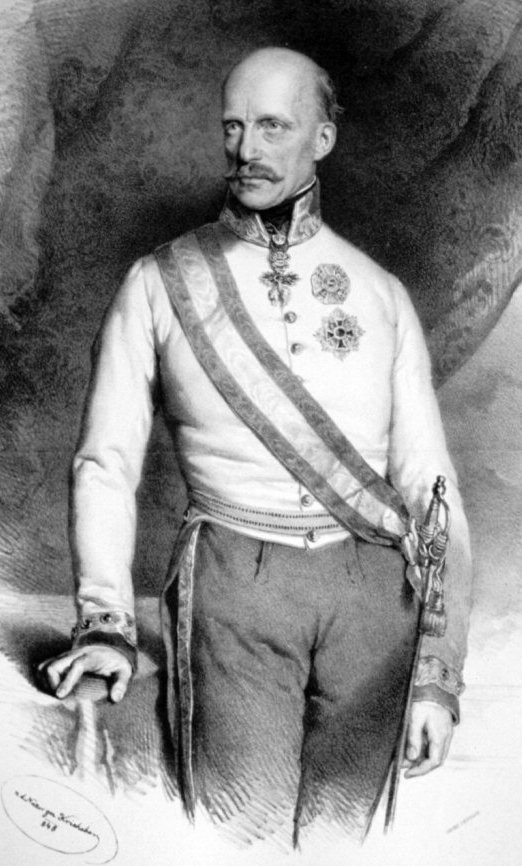
Jan (1782–1859)
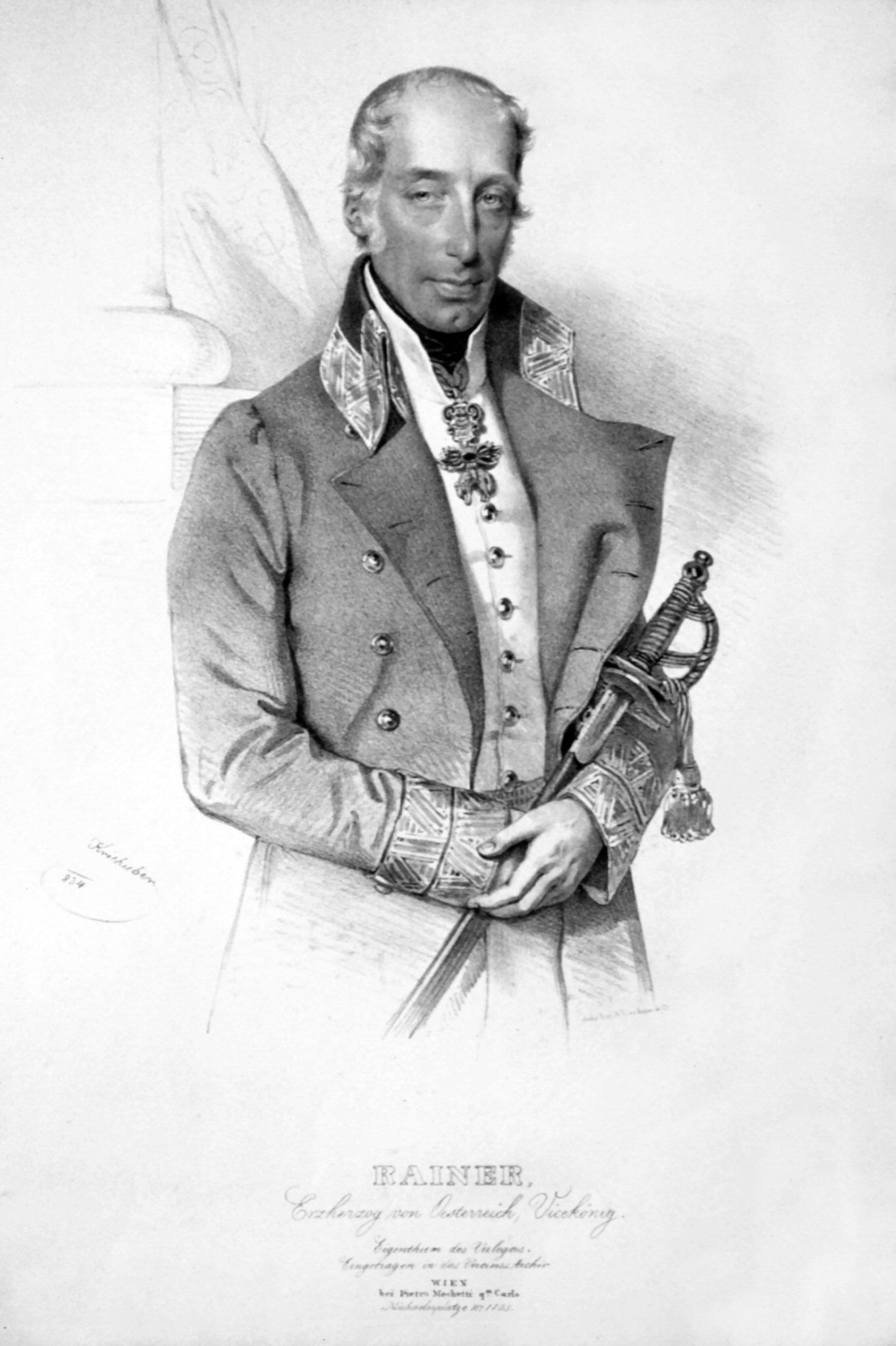
Rainer (1783–1853)
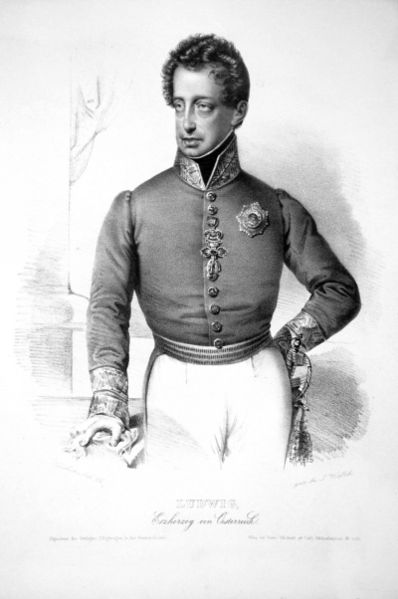
Ludvík (1784–1864)
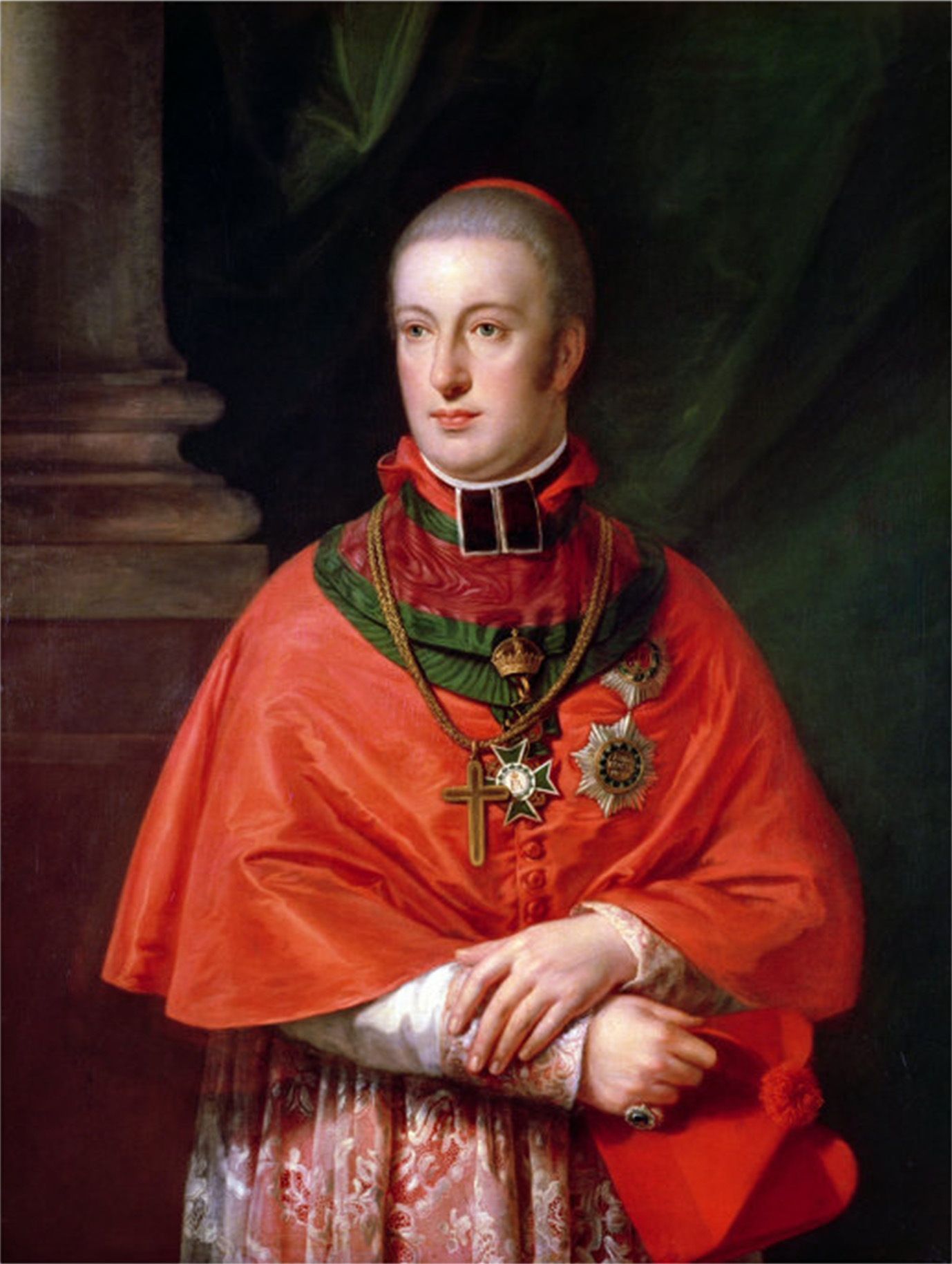
Rudolf Jan (1788–1831)

## Vývod z předků
|             |                                             |  |                           |                                                             |  |  |  |  |  |  |  | Mikuláš František Lotrinský |
|             |                                             |  |                           |                                                             |  |  |  |  |  |  |  |                             |
|             | Karel V. Lotrinský                          |  |                           |                                                             |  |  |  |  |  |  |  |                             |
|             |                                             |  |                           |                                                             |  |  |  |  |  |  |  |                             |
|             |                                             |  |                           | Klaudie Lotrinská                                           |  |  |  |  |  |  |  |                             |
|             |                                             |  |                           |                                                             |  |  |  |  |  |  |  |                             |
|             | Leopold Josef Lotrinský                     |  |                           |                                                             |  |  |  |  |  |  |  |                             |
|             |                                             |  |                           |                                                             |  |  |  |  |  |  |  |                             |
|             |                                             |  |                           | Ferdinand III. Habsburský                                   |  |  |  |  |  |  |  |                             |
|             |                                             |  |                           |                                                             |  |  |  |  |  |  |  |                             |
|             | Eleonora Marie Josefa Habsburská            |  |                           |                                                             |  |  |  |  |  |  |  |                             |
|             |                                             |  |                           |                                                             |  |  |  |  |  |  |  |                             |
|             |                                             |  |                           | Eleonora Magdalena Gonzagová                                |  |  |  |  |  |  |  |                             |
|             |                                             |  |                           |                                                             |  |  |  |  |  |  |  |                             |
|             | František I. Štěpán Lotrinský               |  |                           |                                                             |  |  |  |  |  |  |  |                             |
|             |                                             |  |                           |                                                             |  |  |  |  |  |  |  |                             |
|             |                                             |  |                           | Ludvík XIII.                                                |  |  |  |  |  |  |  |                             |
|             |                                             |  |                           |                                                             |  |  |  |  |  |  |  |                             |
|             | Filip I. Orleánský                          |  |                           |                                                             |  |  |  |  |  |  |  |                             |
|             |                                             |  |                           |                                                             |  |  |  |  |  |  |  |                             |
|             |                                             |  |                           | Anna Rakouská                                               |  |  |  |  |  |  |  |                             |
|             |                                             |  |                           |                                                             |  |  |  |  |  |  |  |                             |
|             | Alžběta Charlotta Orleánská                 |  |                           |                                                             |  |  |  |  |  |  |  |                             |
|             |                                             |  |                           |                                                             |  |  |  |  |  |  |  |                             |
|             |                                             |  |                           | Karel I. Ludvík Falcký                                      |  |  |  |  |  |  |  |                             |
|             |                                             |  |                           |                                                             |  |  |  |  |  |  |  |                             |
|             | Alžběta Šarlota Falcká                      |  |                           |                                                             |  |  |  |  |  |  |  |                             |
|             |                                             |  |                           |                                                             |  |  |  |  |  |  |  |                             |
|             |                                             |  |                           | Šarlota Hesensko-Kasselská                                  |  |  |  |  |  |  |  |                             |
|             |                                             |  |                           |                                                             |  |  |  |  |  |  |  |                             |
| Leopold II. |                                             |  |                           |                                                             |  |  |  |  |  |  |  |                             |
|             |                                             |  |                           |                                                             |  |  |  |  |  |  |  |                             |
|             |                                             |  | Ferdinand III. Habsburský |                                                             |  |  |  |  |  |  |  |                             |
|             |                                             |  |                           |                                                             |  |  |  |  |  |  |  |                             |
|             | Leopold I.                                  |  |                           |                                                             |  |  |  |  |  |  |  |                             |
|             |                                             |  |                           |                                                             |  |  |  |  |  |  |  |                             |
|             |                                             |  |                           | Marie Anna Španělská                                        |  |  |  |  |  |  |  |                             |
|             |                                             |  |                           |                                                             |  |  |  |  |  |  |  |                             |
|             | Karel VI. Habsburský                        |  |                           |                                                             |  |  |  |  |  |  |  |                             |
|             |                                             |  |                           |                                                             |  |  |  |  |  |  |  |                             |
|             |                                             |  |                           | Filip Vilém Falcký                                          |  |  |  |  |  |  |  |                             |
|             |                                             |  |                           |                                                             |  |  |  |  |  |  |  |                             |
|             | Eleonora Magdalena Falcko-Neuburská         |  |                           |                                                             |  |  |  |  |  |  |  |                             |
|             |                                             |  |                           |                                                             |  |  |  |  |  |  |  |                             |
|             |                                             |  |                           | Alžběta Amálie Hesensko-Darmstadtská                        |  |  |  |  |  |  |  |                             |
|             |                                             |  |                           |                                                             |  |  |  |  |  |  |  |                             |
|             | Marie Terezie                               |  |                           |                                                             |  |  |  |  |  |  |  |                             |
|             |                                             |  |                           |                                                             |  |  |  |  |  |  |  |                             |
|             |                                             |  |                           | Anton Ulrich Brunšvicko-Wolfenbüttelský                     |  |  |  |  |  |  |  |                             |
|             |                                             |  |                           |                                                             |  |  |  |  |  |  |  |                             |
|             | Ludvík Rudolf Brunšvicko-Wolfenbüttelský    |  |                           |                                                             |  |  |  |  |  |  |  |                             |
|             |                                             |  |                           |                                                             |  |  |  |  |  |  |  |                             |
|             |                                             |  |                           | Alžběta Juliana Šlesvicko-Holštýnsko-Sonderbursko-Norburská |  |  |  |  |  |  |  |                             |
|             |                                             |  |                           |                                                             |  |  |  |  |  |  |  |                             |
|             | Alžběta Kristýna Brunšvicko-Wolfenbüttelská |  |                           |                                                             |  |  |  |  |  |  |  |                             |
|             |                                             |  |                           |                                                             |  |  |  |  |  |  |  |                             |
|             |                                             |  |                           | Albrecht Arnošt I. Öttingenský                              |  |  |  |  |  |  |  |                             |
|             |                                             |  |                           |                                                             |  |  |  |  |  |  |  |                             |
|             | Kristýna Luisa Öttingenská                  |  |                           |                                                             |  |  |  |  |  |  |  |                             |
|             |                                             |  |                           |                                                             |  |  |  |  |  |  |  |                             |
|             |                                             |  |                           | Kristýna Frederika Württemberská                            |  |  |  |  |  |  |  |                             |
|             |                                             |  |                           |                                                             |  |  |  |  |  |  |  |                             |